# Bajo Aragón-Caspe

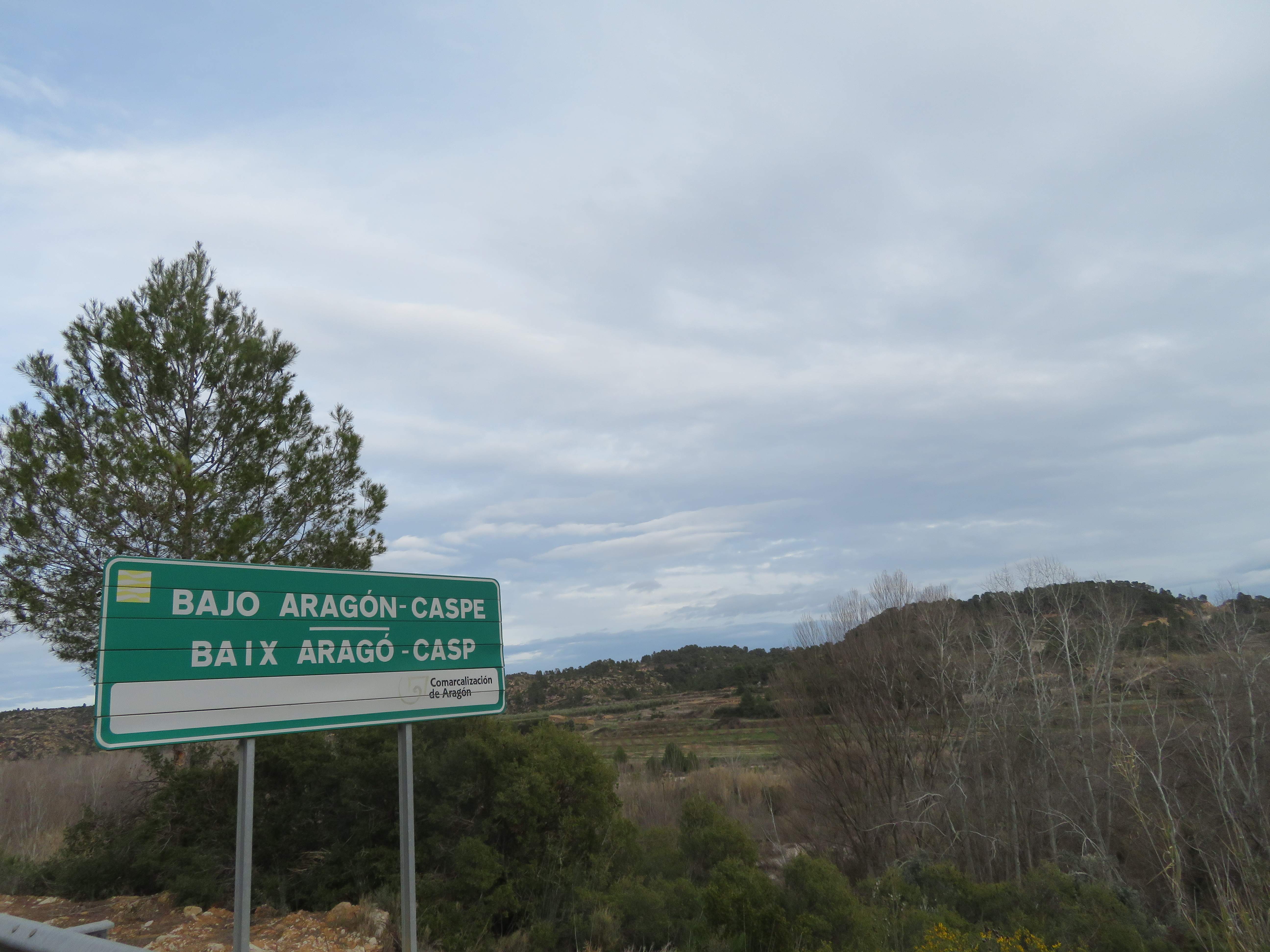
Comarca Bajo Aragón-Caspe.

El Bajo Aragón-Caspe (en catalán Baix Aragó-Casp; oficialmente Bajo Aragón-Caspe/Baix Aragó-Casp) es una comarca de Aragón (España) situada en el este de la provincia de Zaragoza. Su capital es Caspe.

## Municipios
La comarca engloba a los municipios de Caspe, Chiprana, Fabara, Fayón, Maella y Nonaspe.

## Política
Concluida la elección de los consejeros del Consejo Comarcal de la Comarca de Bajo Aragón-Caspe/Baix Aragó-Casp por los concejales de las formaciones políticas que han obtenido puestos en el mismo, tras la celebración de las elecciones locales el día 28 de mayo de 2023, la Junta Electoral de Aragón, de conformidad con lo dispuesto en el artículo 12.3 de la Ley 12/2003, de 24 de marzo, de creación de Comarca de Bajo Aragón Caspe/ Baix aragó Casp, procede a la proclamación de los consejeros que integran dicho Consejo Comarcal, que son los siguientes: 
| Cargo                                        | Nombre                                 | Ayuntamiento         | Partido político |  |
| -------------------------------------------- | -------------------------------------- | -------------------- | ---------------- |  |
| Presidente 2023                              | Francisco Javier Sergio Nicolás García | Alcalde de Chiprana  | PP               |  |
| Vicepresidencia primera                      | Ramón Repollés Lacueva                 | Concejal de Caspe    | Somos Caspe      |  |
| Vicepresidencia segunda                      | Roberto Cabistany Díaz                 | Alcalde de Fayón     | PP               |  |
| Consejero de CULTURA                         | Agustín Moré Ferrer                    | Concejal de Caspe    | PP               |  |
| Consejero de HACIENDA                        | Antonio Guiu                           | Concejal de Caspe    | PP               |  |
| Consejero de TURISMO                         | Roberto Cabestany Díaz                 | Alcalde de Fayón     | PP               |  |
| Consejera de SERVICIOS SOCIALES              | Mª Elena Bondía Pinós                  | Alcaldesa de Maella  | PP               |  |
| Consejero de JUVENTUD                        | Joaquín Llop Gracia                    | Concejal de Maella   | PP               |  |
| Consejero de PROTECCIÓN CIVIL                | Saúl Taberner Amado                    | Concejal de Nonaspe  | PP               |  |
| Consejero de MEDIOAMBIENTE                   | Fernando Edmundo Taberner Salvador     | Concejal de Nonaspe  | PP               |  |
| Consejera de NUEVAS TECNOLOGÍAS E INNOVACIÓN | Virginia Rufín Barberán                | Concejal de Maella   | PP               |  |
| Consejero                                    | Cristian Poblador Guardia              | Concejal de Caspe    | Somos Caspe      |  |
| Consejera de PATRIMONIO CULTURAL             | Esther Vicente Andreu                  | Concejal de Nonaspe  | Aragon Existe    |  |
| Consejero de AGRICULTURA                     | Germán Sanz Bordonaba                  | Concejal de Caspe    | VOX              |  |
| Consejero                                    | Lucián Iounut Perjeru                  | Concejal de Fabara   | PSOE             |  |
| Consejero                                    | Debora Terraza Guardia                 | Concejal de Maella   | PSOE             |  |
| Consejero                                    | Gabriel Luena Campos                   | Concejal de Caspe    | PSOE             |  |
| Consejero                                    | Miguel Ángel Faci Gavin                | Concejal de Caspe    | PSOE             |  |
| Consejero                                    | Nieves Puértolas Suñer                 | Concejal de Nonaspe  | PSOE             |  |
| Consejero                                    | Noelia Ríos Rafales                    | Concejal de Caspe    | PSOE             |  |
| Consejero                                    | José Joaquín Piazuelo Acero            | Concejal de Chiprana | PSOE             |  |
| Consejero                                    | Jorge Recha Llop                       | Concejal de Fayón    | PSOE             |  |
| Consejero                                    | José Antonio Puyo Bondía               | Concejal de Maella   | PSOE             |  |
| Consejero                                    | Rafael Lumbreras Ortega                | Concejal de Caspe    | CHA              |  |
| Consejero                                    | Rafael Guardia Maza                    | Concejal de Caspe    | CHA              |  |

## Geografía
En esta comarca se sitúa el embalse de Mequinenza en el río Ebro, también llamado mar de Aragón por su gran tamaño.
Limita al norte con los Monegros y el Bajo Cinca, al oeste con la Ribera Baja del Ebro y el Bajo Martín, al sur con el Matarraña y el Bajo Aragón y al este con las provincias de Lérida y Tarragona. La comarca forma parte del Bajo Aragón Histórico.
Parte de su territorio está ocupado por la Reserva natural dirigida de las Saladas de Chiprana.

### Saladas de Chiprana
Se localiza en la provincia de Zaragoza, en la comarca del Bajo Aragón-Caspe, concretamente en el municipio de Chiprana.
Tiene una superficie de 155 ha, con una zona periférica de protección de 361 ha.
Fue creada el 30 de noviembre de 2006 bajo el nombre de Reserva Natural Dirigida de las Saladas de Chiprana.
Se trata de un complejo endorreico formado por 6 lagunas: la Salada Grande de Chiprana, la Salada de Roces, el Prado del Farol y otras tres más pequeñas. La Salada Grande es la única de estas características y de gran profundidad en Europa, ya que la altitud máxima del nivel del agua llega a 5,6 m en mayo. Sus aguas son salinas y trasparentes, lo que permite, al entrar la luz del sol, la fotosíntesis de las especies vegetales que viven allí.
Es también LIC.

## Historia

### La comarca como institución
La ley de creación de la comarca es la 12/2003 del 24 de marzo de 2003. Se constituyó el 8 de mayo de 2003. Las competencias le fueron traspasadas el 1 de octubre de 2003.

## Lengua
Los municipios de Fabara, Fayón, Maella y Nonaspe tienen por lengua propia el catalán, es decir, pertenecen al área lingüística conocida como Franja de Aragón. Los municipios de Caspe y Chiprana, en cambio, son de habla castellana.

## Economía
Entre sus actividades económicas destaca la agricultura, dedicada a la producción de aceite de oliva.

## Territorio y población
| Municipio        | Extensión (km²) | % del total | Habitantes (2020) | % del total | Densidad (hab/km²) | Altitud (metros) | Distancia de Caspe (km) | Pedanías                                                         |
| ---------------- | --------------- | ----------- | ----------------- | ----------- | ------------------ | ---------------- | ----------------------- | ---------------------------------------------------------------- |
| Caspe            | 503,2           | 50,5        | 10026             | 65,68       | 19,93              | 152              | -                       | Miraflores, Playas de Chacón, Poblado de Pescadores, Zaragoceta. |
| Chiprana         | 39,0            | 3,9         | 497               | 3,33        | 12,4               | 178              | 8,6                     |                                                                  |
| Fabara / Favara  | 101,6           | 10,2        | 1109              | 8,15        | 11,65              | 242              | 29,3                    |                                                                  |
| Fayón / Faió     | 67,2            | 6,7         | 380               | 2,44        | 5,3                | 92               | 43,8                    |                                                                  |
| Maella           | 174,9           | 17,5        | 2008              | 13,57       | 11,3               | 121              | 21,5                    |                                                                  |
| Nonaspe / Nonasp | 111,4           | 11,2        | 978               | 6,83        | 8,9                | 172              | 38,1                    |                                                                  |
| Total            | 997,3           | 100,0       | 14 998            | 100,0       | 15,04              | -                | -                       |                                                                  |